# Ismoil Jalilov
Ismoil Toʻlaganovich Jalilov (nacido el 29 de enero de 1948 en Taskent) es un cantante de ópera y tenor dramático uzbeko-soviético. Recibió el título de Artista de Honor de la República Socialista Soviética de Uzbekistán (1982) y Artista del Pueblo de Uzbekistán (1999).El repertorio de Jalilov era extenso e incluía principalmente piezas de los clásicos mundiales. Fue profesor honorario de la Academia Italiana de Música Concordia-Roma y del Conservatorio Estatal de Uzbekistán, así como director de la Orquesta Sinfónica Nacional de Uzbekistán.

## Vida
Ismoil Jalilov nació en una familia de clase trabajadora. Cuando era niño, asistió a un internado especializado en ruso y literatura. Comenzó a cantar en el club vocal del Kirovsky Club y pronto se convirtió en solista. En 1976, Jalilov fue admitido en el Conservatorio de Moscú y estudió en la clase del profesor Surab Sotkilava (Artista del Pueblo de la URSS). Durante su audición en la Academia Estatal Rusa del Teatro Bolshoi, Jalilov cantó el aria de Rodolfo de la ópera La bohème de Giacomo Puccini. Entre 1979 y 1981 actuó en el Teatro Bolshoi de la URSS (Moscú).
Participó en un concurso vocal internacional en Río de Janeiro donde obtuvo el primer lugar y fue galardonado con la Medalla de Oro Villa-Lobos (1979). También recibió el título de ganador del segundo lugar en el Concurso de Cantantes de toda la Unión en honor a Glinka en 1977 en Taskent.
Desde 1981 fue solista del Teatro Navoi. Fue director artístico de la Orquesta Sinfónica Nacional de Uzbekistán desde 1998. En 2003, completó sus estudios de posgrado en el Conservatorio Estatal de Uzbekistán y enseñó como profesor de canto académico y ópera.
Cuatro de los alumnos de Jalilov son ganadores del premio estatal "Níhol" establecido por el presidente de Uzbekistán, tres son solistas del Teatro Bolshoi: Alisher Navoi, Angelina Ahmedova, becaria del programa Atkins del Teatro Mariinsky, Barno Ismatullayeva, finalista del Concurso Mundial de Cantante de Cardiff de la BBC y desde 2016 solista del Teatro Musical Stanislavsky y Nemirovich-Danchenko de Moscú.